# Howard (Nueva York)
Howard es un pueblo (subdivisión administrativa) del condado de Steuben, Nueva York, Estados Unidos. Según el censo de 2020, tiene una población de 1389 habitantes.
En el estado de Nueva York un pueblo (town) es una corporación municipal, que es la subdivisión administrativa principal de cada condado (excluyendo los cinco boroughs que componen la ciudad de Nueva York), muy similar a los municipios (townships) de otros estados como Pensilvania, Ohio e Indiana.

## Geografía
Está ubicado en las coordenadas 42°20′19″N 77°30′52″O / 42.33861, -77.51444 (42.3386, -77.51448).

## Demografía
Según la Oficina del Censo, en 2000 los ingresos medios por hogar en la región eran de $39 141 y los ingresos medios por familia eran de $42 353. Los hombres tenían unos ingresos medios de $30 326 frente a los $23 264 para las mujeres. La renta per cápita para la localidad era de $15 116. Alrededor del 8,4% de la población estaban por debajo del umbral de pobreza.
De acuerdo con la estimación 2015-2019 de la Oficina del Censo, los ingresos medios por hogar en la región son de $61 458 y los ingresos medios por familia son de $69 375. El 9,4% de la población está por debajo del umbral de pobreza.